# Brita Nordencreutz
Brita Elisabet Catarina Nordencreutz, född 14 augusti 1899 i Västerås, död 1982, var en svensk målare. Hon var sonsonsdotter till Jacob Magnus Nordencreutz.
Brita Nordencreutz var dotter till majoren Gösta Nordencreutz och ciselören Betty Uddén. Nordencreutz studerade vid Wilhelmsons målarskola i Stockholm 1918–1920, och vid André Lhotes målarskola i Paris 1920–1921, 1927 och 1929–1930, samt vid Hoffmans målarskola i München 1923. Hon gjorde under tiden ett stort antal studieresor i Europa, bland annat till Italien, Jugoslavien och Spanien. 
Brita Nordencreutz ställde ut separat ett flertal gånger på Gummesons konsthall i Stockholm och medverkade i samlingsutställningar med Sveriges allmänna konstförening. Hon medverkade även i utställningarna L'Art Français Indépendent i Paris 1930 samt Nordiska konstnärinnors utställning på Liljevalchs konsthall. Tillsammans med Margareta Lenmalm ställde hon ut på Brunkebergs konstsalong och tillsammans med Tage Jonsson och Brita Lönnberg-Elander på Galleri Binken. Bland hennes offentliga arbeten märks väggmålningar för Hakonbolagets kontorshus i Västerås, Sarabolaget och Västerås tekniska verk. Hennes konst består av mellansvenska landskap, stilleben och exotiska folktyper från den spanska landsbygden samt nonfigurativa motiv utförda i olja, tempera eller akvarell. Som illustratör illustrerade hon bland annat Gunnar Prawitz Ras och historia utgiven 1938. 
Nordencreutz är representerad vid Västerås konstmuseum och Eskilstuna konstmuseum.